# Ел Хаџи Дијуф
Ел Хаџи Усеину Дијуф (фр. El-Hadji Ousseynou Diouf; Дакар, 15. јануар 1981) бивши је сенегалски фудбалер, који је играо на позицији крила или нападача.

## Клупска каријера
Сениорску каријеру Дијуф је почео у Сошоу. Касније је наставио у Рену, а затим у Ленсу, где је провео 2 сезоне.
Почетком јуна 2002. године, након победе Сенегала над Француском, која је бранила титулу првака света, Ливерпул је испунио своју жељу и довео Дијуфа, заједно са његовим сународником Салифом Диаом. У Ливерпулу Дијуф игра редовно у својој првој сезони, добро почевши каријеру у Ливерпулу, са којим је у првој сезони освојио Лига куп победивши Манчестер јунајтед у финалу. Преокрет у његовој каријери се вероватно догодио када је на мечу четвртфинала Купа УЕФА против Селтика пљунуо према навијачу Селтика, што је проузроковало гужву на терену. Након тога, Дијуф је завршио и у полицијској станици.  До краја сезоне 2002/03. Дијуфов квалитет игре опада, а сезоне 2003/04. није постигао ниједан гол.
Следеће сезоне бива позајмљен Болтону, да би након истека позајмице на крају сезоне званично потписао за Болтон. У Болтону је постао миљеник навијача, али је ипак отишао из Болтона на крају сезоне 2007-08, као што је претходно најавио. Након Болтона, прелази у Сандерленд, где на 14 лигашких мечева не постиже ниједан гол. 
Сезоне 2009/10. прелази у Блекберн, где те сезоне остварује солидан учинак постигавши 3 гола на 26 лигашких мечева. Следеће сезоне у јануару 2011. одлази на позајмицу у Ренџерс. Са Ренџерсом осваја Премијер лигу Шкотске и Лига куп Шкотске. Дијуф се након завршетка играчког дела сезоне вратио у Блекбурн, са којим је у августу 2011. раскинуо уговор.
У октобру 2011. Дијуф потписује за друголигашки Донкастер, а након испадања Донкастера прелази у Лидс. У Лидсу игра редовно, у првој сезони на 45 мечева у свим такмичењима постиже 7 голова и 10 асистенција. Другу сезону је почео повредом, и готово да није играо, на крају сезоне напушта Лидс. Још једну сезону је одиграо у малезијском Сабаху, након којег завршава каријеру.

## Репрезентативна каријера
Дијуф је за репрезентацију Сенегала дебитовао против Бенина у априлу 2000. Са Сенегалом је заузео друго место на Купу афричких нација 2002, а играо је и на Светском првенству 2002. где је Сенегал дошао до четвртфинала такмичења. Године 2004. Пеле је уврстио Дијуфа на листу од 125 најбољих живих играча на свету. Октобра 2007. Дијуф је изјавио да се повлачи из репрезентације, фрустриран због организације у тиму.

## Контроверзе
Дијуфа су кроз каријеру пратиле контроверзе, које су га и омеле да прикаже свој пуни потенцијал. Док је у Француској играо за Рен, изазвао је удес возивши без возачке дозволе. Узевши у обзир његове године и кајање, полиција је осудила Дијуфа на јавно одслужење казне, уместо на затвор.
Док је играо за Ливерпул постоји тврдња да је пљунуо према навијачима Вест Хема, иако је тужба одбачена. Дана 13. марта 2003. у мечу против Селтика је пљунуо према Селтиковим навијачима. У новембру 2004. када је био на позајмици у Болтону, полиција је оптужила Дијуфа да је пљунуо навијача Мидлзброа током ремија од 1:1. Затим је у истом месецу, пљунуо Портсмутовог играча Арјана де Зеува.  Након тога га је Болтон казнио са 2 недеље без плате, а ФА га је казнио са 3 утакмице суспензије. Тренер Болтона Сем Алардајс је касније рекао да је разматрао да пошаље код спортског психолога.  Дана 20. септембра 2009. Дијуф је оптужен како је наводно расно вређао дечака који је скупљао лопте на утакмици против Евертона, међутим полиција није пронашла никакве доказе за тај случај.
У априлу 2010. Дијуф је ухапшен и оптужен за саобраћајне прекршаје у Манчестеру. Дана 8. јануара 2011. у победи Блекбурна над КПР-ом од 1:0, тренер КПР-а Нил Ворнок оптужио је Дијуфа да се ругао Џејми Мекиу, док је овај лежао на терену са повређеном ногом, назвавши га „нижим од канализационог пацова”. У априлу 2012. је, са још петорицом, ухапшен због туче у Манчестеру. Следеће године је на подругљив начин прославио гол за Лидс против Брајтона.
Док је играо за Ренџерс, на дербију против Селтика ушао је у свађу са капитеном противничке екипе Скотом Брауном, који се након постизања гола окренуо према Дијуфу и тако га провоцирао.
У репрезентацији Дијуф је кажњен са 5 година неиграња, да би му годину дана касније казна ипак била смањена. Када је постао доступан и могао да игра за Сенегал, изостављен је из репрезентације, а Дијуф је то протумачио као да га се Фудбалски савез Сенегала "плаши".

## Трофеји
Ливерпул
- Лига куп Енглеске: 2002/03

Ренџерс
- Премијер лига Шкотске: 2010/11
- Лига куп Шкотске: 2010/11

Индивидуални
- Најбољи фудбалер године у Африци: 2001, 2002
- Део тима Светског првенства: 2002
- ФИФА 100